# Tomáš Svoboda (triatlonista)
Tomáš Svoboda (* 19. března 1985 Praha) je český profesionální český triatlonista a akvatlonista. V roce 2015 získal zlato na mistrovství Evropy v akvatlonu ETU a je dvojnásobným mistrem světa v biatlonu UIPM. Tomáš je dvojčetem Davida Svobody, olympijského vítěze z roku 2012 v moderním pětiboji.
Společně s bratrem Davidem vytvořili projekt pro sportovce Kalokagathia Aliance, jehož je aktivním členem.
Vystudoval Fakultu tělesné výchovy a sportu Univerzity Karlovy a působí jako vyučující v Ústavu tělesné výchovy a sportu.

## Filmografie

### Televize
- 2019 – Tajemství těla (TV pořad)
- 2021 – Rakouskem svobodně a aktivně (TV pořad)